# Das egoistische Gen
Das egoistische Gen (englischer Originaltitel: The Selfish Gene) ist ein 1976 erschienenes populärwissenschaftliches Buch über Evolutionsbiologie von Richard Dawkins, einem britischen Biologen.
Für seine in diesem Werk dargestellte neuartige Sicht der Gene als Objekte der Selektion wird die gleiche Bezeichnung verwendet.

## Herleitung
Dawkins geht von der Überlegung aus, dass in der Evolutionsforschung eine Zeit lang Arten als Einheit der Selektion angesehen wurden (Arterhaltung). So heißt es in älteren Dokumentationen oft: Tiere „opfern sich zum Wohl der Art“. Inzwischen geht die allgemeine Tendenz jedoch eher in die Richtung, einzelne Individuen und ihre Konkurrenz um Ressourcen in den Vordergrund zu stellen. Dawkins denkt diesen Ansatz radikal weiter: Warum sollten nicht die Genabschnitte einzelner Chromosomen selbst mit den gleichen Genabschnitten anderer Chromosomen miteinander „im Wettstreit stehen“? Denn zumindest Lebewesen, die sich sexuell vermehren, können ja nicht als ganze Individuen in die nächste Generation weitergegeben werden, sondern nur eine mehr oder weniger willkürliche Auswahl ihrer Gene. Insofern besteht eine Konkurrenz der Gene um ihre Verteilung in der nächsten Generation, an den jeweils entsprechenden Stellen im Chromosomensatz.

## Entwicklung des Lebens
Dawkins führt die gesamte Entwicklung des Lebens auf die Selektion von Genen zurück, die jeweils die meisten Kopien von sich anfertigen konnten. Im Laufe der Evolution hätten sich diese immer raffiniertere „Überlebensmaschinen“ in Form von pflanzlichen oder tierischen (auch menschlichen) Körpern geschaffen. Dabei können Gene, die keine Allele sind und deshalb auch nicht in direkter Konkurrenz stehen, durchaus auch kooperieren. Erst dadurch werden die komplexen Wechselwirkungen in heutigen Lebewesen überhaupt möglich.

## Verwandtenselektion
Dawkins zufolge lässt sich auch eindeutig altruistisches (selbstloses) Verhalten von Individuen durch den Egoismus der Gene erklären (→ Verwandtenselektion). Hilfe unter Verwandten ist ein selbstloser Akt, denn das einzelne Individuum hat dadurch meist keinerlei Vorteile. Für das Gen, welches die Veranlagung zur Verwandtenhilfe festlegt, kann es jedoch unter bestimmten Bedingungen durchaus günstig sein, das andere Individuum zu retten. Denn unter den engsten Verwandten (Eltern, Kindern, Geschwistern) beträgt die Chance, dass der andere das gleiche Gen trägt, 50 Prozent. Wenn also die Gefahr oder der Schaden für den Helfer weniger als halb so groß ist wie der Gewinn für den Empfänger, wird sich auf diese Weise das Gen stärker verbreiten. Denn im Mittel werden dann über die Generationen mehr Kopien des Gens erhalten.
Am einfachsten nachzuvollziehen ist das vielleicht am Extrembeispiel, wenn jemand sein Leben für das von Verwandten opfert: Wenn jemand stirbt, aber zwei seiner Geschwister dafür überleben, macht das für dessen Gene keinen Unterschied; rettet er drei seiner Geschwister, ist das für dessen Gene im Durchschnitt ein Gewinn. John Burdon Sanderson Haldane drückte dies als Witz aus: „Würde ich mein Leben opfern, um das Leben meines Bruders zu retten? Nein, aber ich würde, um zwei Brüder oder acht Vettern zu retten.“ Mit einem Vetter hat man nur 12,5 Prozent der Gene gemein.

## Meme
Dawkins lehnt in seinem Werk eine genetische Erklärung für die kulturelle Evolution beim Menschen ab. Dennoch hält er eine Art (darwinistischer) Evolution innerhalb der Kultur für möglich. Diese müsse aber auf einem anderen Replikator beruhen, der anstelle eines Gens an künftige Generationen weitergegeben werden kann und durch graduelle, kleine Veränderungen variiert. Als Entsprechung zu seiner Sicht des Gens führt Dawkins in seinem Buch dazu die Idee des Mems ein: eine Art Gedankenbaustein, der weitestgehend unverändert weitergegeben werden kann, aber auch ähnlich wie Gene mutieren kann und durch die „Eingängigkeit“, seine Speicherfähigkeit im Gehirn, unter Selektion steht. Dazu zählt Dawkins Ideen, Melodien, Theorien und Phrasen sowie auch wissenschaftliche Theorien. Im Grunde genommen kann jegliches Gedankengut demnach in Meme zerlegt werden.
Angelehnt an die Tatsache, dass Gene über Chromosomen weitergegeben werden und es so zu Kopplungen kommen kann, gibt es, laut Dawkins, auch Meme, die gemeinsam weitergegeben werden. Beispiele für diese so genannten „Memplexe“ (Dawkins selbst spricht in Das egoistische Gen allerdings nur von „Mem-Komplexen“) wären Religionen und politische Einstellungen.
Die britische Forscherin Susan Blackmore und der amerikanische Philosoph Daniel Denett entwickelten Dawkins Membegriff zur Memetik weiter, die inzwischen einen Unterbereich der Evolutionsbiologie mit zahlreichen Bezügen zu Psychologie, Soziologie und Kulturwissenschaft bildet. Von 1997 bis 2005 erschien das interdisziplinär angelegte Journal of Memetics.

## Auszeichnungen
- Im April 2016 stellte The Guardian eine Liste mit den 100 besten Sachbüchern auf. The Selfish Gene – Das egoistische Gen – wurde auf Platz 10 gesetzt.[2]
- Am 19. Juli 2017 wurde The Selfish Gene – Das egoistische Gen von der Royal Society zum inspirierendsten wissenschaftlichen Werk aller Zeiten erkoren. Das Buch wird als „Meisterwerk - masterpiece“, Dawkins als „exzellenter Kommunikator - excellent communicator“ bezeichnet.[3]

## Ausgaben
- The Selfish Gene. Oxford University Press 1976
- The Selfish Gene. Oxford University Press 1989 (überarbeitete und erweiterte Auflage mit zwei neuen Kapiteln sowie Nachbemerkungen zu den elf ursprünglichen Kapiteln)
- The Selfish Gene. Oxford Paperback 1989 ISBN 0-19-286092-5 (Paperback-Ausgabe)
- Das egoistische Gen. Springer, Berlin / Heidelberg / New York 1978, ISBN 978-3-540-08649-9.
- Das egoistische Gen. Spektrum Akademischer Verlag 1994 ISBN 3-86025-213-5 (Ausgabe der zweiten Auflage mit einem Vorwort von Wolfgang Wickler)
- Das egoistische Gen. Rowohlt Taschenbuch Verlag 1996 (rororo science) ISBN 3-499-19609-3 (Taschenbuchausgabe der zweiten Auflage)
- The Selfish Gene. Oxford University Press 2006 ISBN 0-19-929114-4 (30th Anniversary Edition mit einem weiteren Vorwort von Dawkins und der Original-Umschlagsgestaltung von 1976)
- Das egoistische Gen. Jubiläumsausgabe Spektrum Akademischer Verlag 2006, ISBN 3-8274-1839-9 (Taschenbuchausgabe der zweiten Auflage mit einem Vorwort von Richard Dawkins und Wolfgang Wickler.)